# Mount Tate
Mount Tate är ett berg i Australien. Det ligger i regionen Tumbarumba och delstaten New South Wales, i den sydöstra delen av landet, omkring 380 kilometer sydväst om delstatshuvudstaden Sydney. Toppen på Mount Tate är 2 068 meter över havet, eller 249 meter över den omgivande terrängen. Bredden vid basen är 9,0 km.
Runt Mount Tate är det mycket glesbefolkat, med 3 invånare per kvadratkilometer.. Närmaste större samhälle är Crackenback, omkring 17 kilometer sydost om Mount Tate. 
Trakten runt Mount Tate består i huvudsak av gräsmarker. Genomsnittlig årsnederbörd är 1 573 millimeter. Den regnigaste månaden är juni, med i genomsnitt 190 mm nederbörd, och den torraste är november, med 84 mm nederbörd.